# Greenfield, Massachusetts

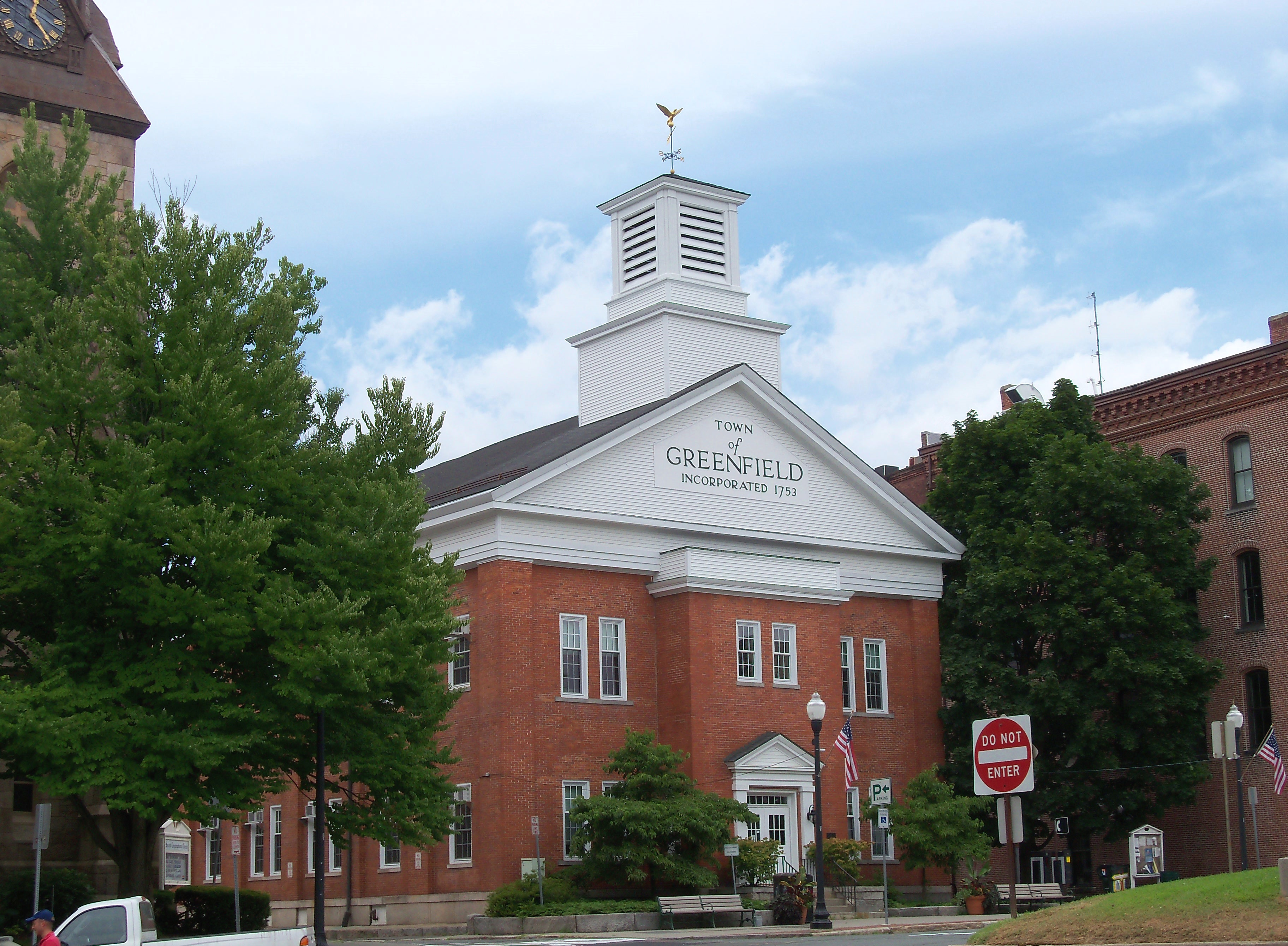

Greenfield är en kommun (town) i Franklin County i delstaten Massachusetts, USA. Greenfield är administrativ huvudort (county seat) i Franklin County.